# Ernie Dingo

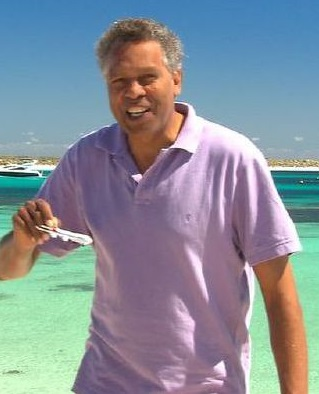
Ernie Dingo (2006)

Ernest „Ernie“ Ashley Dingo, AM (* 31. Juli 1956 in Bullardoo Station, Western Australia) ist ein australischer Schauspieler, Moderator und ehemaliger Basketballspieler.

## Leben
Der Aborigine Dingo ist das zweite von neun Kindern, darunter drei Brüder und fünf Schwestern. Er wuchs mit seiner Familie in Mullewa, Western Australia, auf. Ernies jüngerer Bruder Murray starb im August 2007 bei einem Autounfall. Er besuchte sowohl die Prospect Primary School als auch die Geraldton High School in seiner Heimatstadt in Western Australia.
Er zog später nach Perth, wo er Richard Walley kennen lernte, der ihm den Durchbruch im Schauspiel ermöglichte. Die beiden spielten zusammen in einer lokalen Basketballmannschaft. Dingo spielte außerdem für die East Perth Hawks in der ersten Liga der State League. Dingo heiratete 1989 Sally Butler, mit der er drei Töchter hat. Es stellte sich 2004 heraus, dass Dingo bereits vor seiner Ehe eine Tochter zeugte. Er hat außerdem eine weitere uneheliche Tochter sowie eine Adoptivtochter, die die leibliche Tochter eines ihm nahestehenden Verwandten ist.

## Karriere
1988 in Crocodile Dundee II und in dessen Fortsetzung Crocodile Dundee in Los Angeles aus 2001 spielte er jeweils die Rolle des Charlie. 1991 hatte er eine Rolle in Bis ans Ende der Welt.
Nach seiner Nominierung 1987 für den AFI Award for Best Performance by a Actor in a Leading Role in a Tele Feature für den Film Tudawali, konnte er die Auszeichnung im Folgejahr für seine Rolle in A Waltz Through the Hills gewinnen. Außerdem wurde er 1994 für Heartland und 2013 für Redfern Now für einen AFI/AACTA Award als bester Hauptdarsteller in einer Hauptrolle in einem Fernsehdrama nominiert. Er wurde 1990 für seine Verdienste um die darstellenden Künste zum Member of the Order of Australia  ernannt.
Von 1993 bis 2009 war er Moderator des Reisemagazins The Great Outdoors auf Seven Network.
1996 spielte er in Dead Heart – Tödliche Affäre neben Bryan Brown eine der Hauptrollen. 2018 stellte er in insgesamt fünf Episoden der Fernsehserie Mystery Road – Verschwunden im Outback die Rolle des Keith Groves dar. 2017 übernahm er eine größere Rolle in Boar.

## Filmografie
- 1984: The Cowra Breakout (Mini-Serie)
- 1986: Der Preis für 35 Karat (The Blue Lightning) (Fernsehfilm)
- 1986: The Fringe Dwellers
- 1987: Relative Merits (Fernsehserie)
- 1987: Tudawali (Fernsehfilm)
- 1988: The Dirtwater Dynasty (Mini-Serie, 2 Episoden)
- 1988: Crocodile Dundee II
- 1988: Swap Shop (Fernsehserie)
- 1988: Tommy Tricker – Die fantastische Reise auf der Briefmarke (Tommy Tricker and the Stamp Traveller)
- 1988: A Waltz Through the Hills (Fernsehfilm)
- 1989: Dolphin Cove (Fernsehserie, 8 Episoden)
- 1989: Fast Forward (Fernsehserie, 22 Episoden)
- 1989 Simon Templar – Tod im Vergnügungspark (Simon Templar - Fear in Fun Park) (Fernsehfilm)
- 1990: Rafferty's Rules (Fernsehserie, Episode 5x23)
- 1991: Bis ans Ende der Welt
- 1991: Die fliegenden Ärzte (The Flying Doctors) (Fernsehserie, Episode 9x10)
- 1991: Mr Neal Is Entitled to Be an Agitator
- 1991: Bran Nue Dae
- 1992: Ultraman: Towards the Future (Mini-Serie, Episode 1x04)
- 1992: Dearest Enemy (Fernsehserie, Episode 2x03)
- 1992: Clowning Around
- 1992: G.P. (Fernsehserie, Episode 4x24)
- 1993: Blackfellas
- 1993: Mr. Electric (Kurzfilm)
- 1993: Clowning Around 2 (Fernsehfilm)
- 1994: Heartland (Mini-Serie, 13 Episoden)
- 1995: Heartbreak High (Fernsehserie, 5 Episoden)
- 1995: Rainbow's End
- 1996: Schönes Wochenende (A Weekend in the Country) (Fernsehfilm)
- 1996: Dead Heart – Tödliche Affäre (Dead Heart)
- 1998: The Echo of Thunder (Fernsehfilm)
- 1998: Kings in Grass Castles (Mini-Serie, 2 Episoden)
- 1999: Somewhere in the Darkness
- 2000–2003: Blue Heelers (Fernsehserie, 2 Episoden)
- 2001: Crocodile Dundee in Los Angeles
- 2009: Bran Nue Dae
- 2013: Serangoon Road (Fernsehserie, Episode 1x09)
- 2013: Redfern Now (Fernsehserie, Episode 2x06)
- 2015: Horizon (Fernsehserie, Episode 51x18)
- 2017: Newton's Law (Fernsehserie, Episode 1x03)
- 2017: Rough Stuff
- 2017: Australia Day
- 2017: Boar
- 2018: Mystery Road – Verschwunden im Outback (Mystery Road) (Fernsehserie, 5 Episoden)
- 2019: Squinters (Fernsehserie, Episode 2x05)